# Весна в скелястих горах
«Весна в скелястих горах» (англ. Springtime in the Rockies) — американський мюзикл режисера Ірвінга Каммінгса 1942 року.

## Сюжет
Бродвейські партнери Вікі Лейн і Ден Крісті посварилася через розпусного Крісті. Ревнива Вікі починає займатися зі своїм колишнім партнером по танцях, Віктором Прінцом і кар'єра Дена починає падати. У надії відродити їх роман і отримати назад Вікі, Ден слідує за нею в шикарний курорт в канадських Скелястих горах, де вона і Віктор збираються відкрити своє нове шоу.

## У ролях
- Бетті Грейбл — Вікі Лейн
- Кармен Міранда — Розіта Мерфі
- Джон Пейн — Ден Крісті
- Сесар Ромеро — Віктор Прінц
- Шарлотта Грінвуд — Фібі Грей
- Едвард Гортон — МакТавіш
- Гаррі Джеймс — Гаррі Джеймс
- Джекі Ґлісон — комісар